# Бэдлсмир, Жиль, 2-й барон Бэдлсмир
Жиль де Бэдлсмир (англ. Giles de Badlesmere; 18 октября 1314 — 7 июня 1338) — английский аристократ, 2-й барон Бэдлсмир с 1328 года. Стал последним мужчиной в роду, так что после его смерти титул перешёл в состояние ожидания.

## Биография
Жиль де Бэдлсмир принадлежал к старинному и богатому роду, главная резиденция которого, замок Бэдлсмир, находилась в графстве Кент на юго-востоке Англии. Отец Жиля, Бартоломью, с 1309 года носил баронский титул. Во время войны Диспенсеров барон примкнул к мятежу, потерпел поражение и был казнён (1322). Вся его семья — жена, сын Жиль и четыре дочери — оказалась в Тауэре, владения были конфискованы. После свержения короля Эдуарда II узники получили свободу. Жиль в ноябре 1328 года был восстановлен в своих наследственных правах и стал 2-м бароном Бэдлсмиром. Он участвовал в шотландском походе Эдуарда III в 1334—1335 годах, в 1336 и 1338 годах вызывался в парламент.
Жиль умер совсем молодым в 1338 году. Его брак с Элизабет Монтегю, дочерью Уильяма Монтегю, 1-го графа Солсбери, и Кэтрин Грандисон, остался бездетным, так что титул барона Бэдлсмира перешёл в состояние ожидания, а земли были разделены между четырьмя сёстрами покойного. Элизабет выходила замуж ещё дважды — за Хью ле Диспенсера, 4-го барона Диспенсера, и Ги де Бриана, барона Бриана.